# Rescued by Wireless (film 1914)
Rescued by Wireless è un cortometraggio muto del 1914 diretto da Henry McRae.

## Produzione
Il film fu prodotto dalla 101-Bison (Bison Motion Pictures). Venne girato nelle Hawaii.

## Distribuzione
Distribuito dall'Universal Film Manufacturing Company, il film - un cortometraggio in due bobine - uscì nelle sale cinematografiche statunitensi l'8 agosto 1914.